# Peter Johansson (konståkare)
Peter Johansson, född den 2 april 1967, är en svensk konståkare.

## Biografi
Johansson tävlade i Sverige för Mariestads KK och blev svensk mästare 1987–1990, och representerade Sverige i EM 1986–1990, VM 1986–1990 och OS i Calgary 1988. Internationellt nådde han som bäst 8:e platsen i EM i Birmingham, England, 1989.
Johansson arbetade därefter i USA som tränare i  Bostons skridskoklubb och var bland annat under tiden 2012 till 2017 "Director of The High Performance Program". Han är numera (2020) verksam som parther i företaget MJM - Mitchell Johansson Method.
Han har bland annat tränat amerikanerna Scott Smith och 2007 års juniorvärldsmästare Stephen Carriere.

### Tävlingsresultat
| Tävling | 1986 | 1987 | 1988 | 1989 | 1990 |
| ------- | ---- | ---- | ---- | ---- | ---- |
| OS      |      |      | 24   |      |      |
| VM      |      | 21   | 18   | 19   | *    |
| EM      | 20   | 14   | 15   | 8    | 10   |
| SM      | 2    | 1    | 1    | 1    | 1    |

- *Tog sig ej till final.